# Więdnięcie

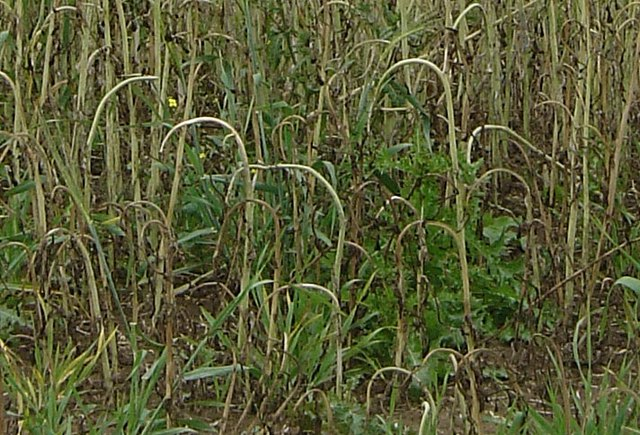
Więdnięcie może prowadzić do nieodwracalnych zmian w organizmie rośliny

Więdnięcie – utrata turgoru w komórkach budujących organy roślin. Wyróżniane są trzy poziomy więdnięcia:
- więdnięcie początkowe,
- więdnięcie okresowe,
- więdniecie trwałe.

Więdnięcie początkowe występuje często u roślin, zwykle o okresie dnia, gdy transpiracja jest wysoka. Nie powadzi do trwałych uszkodzeń i ustępuje po opadach deszczu lub w nocy, gdy roślina uzupełni deficyt wody.
Więdnięcie okresowe powstaje na skutek dłużej trwającej suszy. Organy roślin tracą turgor a starsze liście opadają. Dochodzi do trwałego uszkodzenia rośliny i związanego z tym spadku intensywności procesów metabolicznych. W nocy lub po deszczu roślina regeneruje się.
Więdnięcie trwałe to sytuacja gdy roślina nie jest w stanie uzupełnić zapasu wody, ze względu na jej niedobór w glebie. Zawartość wody w glebie prowadząca do trwałego więdnięcia jest określana jako punkt trwałego więdnięcia. Dłuższy deficyt wody prowadzi do śmierci rośliny.
Więdnięcie czasami jest objawem chorobowym po opanowaniu rośliny przez patogena. Przyczyną patologicznego więdnięcia może być: 
- działanie wytwarzanych przez patogena toksyn, które zakłócają zdolność błon plazmatycznych do zatrzymywania wody. Np. wydzielany przez grzyba Fusarium oxysporum kwas fuzariowy powoduje więdnięcie pomidorów
- porażenie naczyń. Powodują to niektóre bakterie, np. Erwinia partheni i grzyby, np. z rodzaju Verticillium
- uszkodzenie korzeni lub podstawy źdźbła przez niektóre grzyby (np. Gaeumannomyces graminis), czy bakterie (Plasmodiophora brassicae)
- uszkodzenie kutykuli lub tkanki okrywającej prowadzące do nadmiernego parowania. Dokonuje tego np. grzyb Venturia inaequalis

Więdnięcie roślin spowodowane przez patogeny najczęściej kończy się śmiercią roślin.